# Bruce Greenwood
Stuart Bruce Greenwood (Rouyn-Noranda, 12 agosto 1956) è un attore canadese.
È noto per aver interpretato il capitano della USS Enterprise NCC-1701 Christopher Pike in due film della Kelvin Timeline del franchise di fantascienza Star Trek. Ha inoltre prestato la voce al personaggio di Bruce Wayne / Batman nei film di animazione Batman: Under the Red Hood (2010), Batman contro Jack lo squartatore (2018) e Batman: Death in the Family (2020), nella serie televisiva animata Young Justice (2010-2019) e nel videogioco Young Justice: Legacy (2013).

## Biografia
Nato in Québec, figlio di una infermiera e di un geofisico docente all'Università di Princeton, Greenwood ha studiato filosofia ed economia all'Università della Columbia Britannica. In seguito si è trasferito a New York, dove ha studiato recitazione presso l'Accademia Americana di Arti Drammatiche di Manhattan.
Il suo debutto cinematografico è avvenuto nel 1979 nel film L'isola della paura; in seguito l'attore ha ottenuto un piccolo ruolo in Rambo del 1982. Dopo aver lavorato nella serie televisiva A cuore aperto, dove interpretava il dott. Seth Griffin, nel corso degli anni Greenwood si è costruito una solida carriera come caratterista, partecipando a film come Il dolce domani, Regole d'onore, Thirteen Days, dove interpretava John Fitzgerald Kennedy, The Core, Io, robot e Truman Capote - A sangue freddo, dove aveva il ruolo di Jack Dunphy.
In televisione è stato protagonista della serie di spionaggio Un filo nel passato (1995-1996). Non sono, tuttavia, tanti i ruoli da protagonista, come ad esempio in Below un film del 2002. Nel 2004 impersona il detective Robert D. Keppel, che ha contribuito all'investigazione che ha portato a individuare e arrestare i serial killer Ted Bundy e Gary Ridgway, nel film per la televisione The Riverman - Storia di un serial killer.
Nel 2008 entra a far parte del franchise di fantascienza Star Trek, interpretando il capitano Christopher Pike nei film della Kelvin Timeline, entrambi diretti da J. J. Abrams, Star Trek e Into Darkness - Star Trek. 

## Vita privata
Nel 1985 ha sposato Susan Devlin, con la quale era fidanzato da quando aveva 15 anni; i due hanno avuto una figlia, Breana Chloe.

## Filmografia parziale

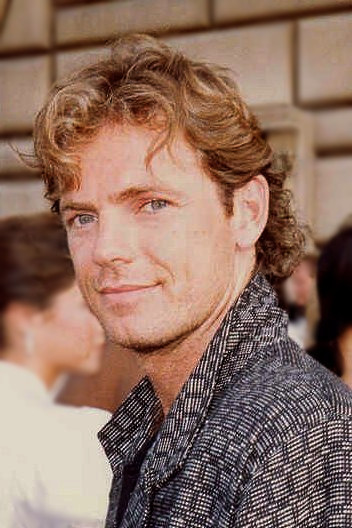
Bruce Greenwood ai Premi Emmy 1987

### Attore

#### Cinema
- L'isola della paura (Bear Island), regia di Don Sharp (1979)
- Rambo (First Blood), regia di Ted Kotcheff (1982)
- The Bikini Shop, regia di David Wechter (1986)
- Orchidea selvaggia (Wild Orchid), regia di Zalman King (1989)
- Servants of Twilight, regia di Jeffrey Obrow (1991)
- Passenger 57 - Terrore ad alta quota (Passenger 57), regia di Kevin Hooks (1992)
- Exotica, regia di Atom Egoyan (1994)
- Premonizioni mortali (Dream Man), regia di René Bonnière (1995)
- Due padri di troppo (Fathers' Day), regia di Ivan Reitman (1997)
- Il dolce domani (The Sweet Hereafter), regia di Atom Egoyan (1997)
- Generazione perfetta (Disturbing Behavior), regia di David Nutter (1998)
- Ladri per la pelle (Thick as Thieves), regia di Scott Sanders (1998)
- Il figlio perduto (The Lost Son), regia di Chris Menges (1999)
- Colpevole d'innocenza (Double Jeopardy), regia di Bruce Beresford (1999)
- L'ultimo anello della follia (Cord), regia di Sidney J. Furie (2000)
- Per una sola estate (Here on Earth), regia di Mark Piznarski (2000)
- Regole d'onore (Rules of Engagement), regia di William Friedkin (2000)
- Thirteen Days, regia di Roger Donaldson (2000)
- Ararat - Il monte dell'Arca (Ararat), regia di Atom Egoyan (2002)
- Travolti dal destino (Swept Away), regia di Guy Ritchie (2002)
- Below, regia di David Twohy (2002)
- The Core, regia di Jon Amiel (2003)
- Hollywood Homicide, regia di Ron Shelton (2003)
- Io, robot (I, Robot), regia di Alex Proyas (2004)
- La diva Julia - Being Julia (Being Julia), regia di István Szabó (2004)
- Striscia, una zebra alla riscossa (Racing Stripes), regia di Frederik Du Chau (2005)
- Truman Capote - A sangue freddo (Capote), regia di Bennett Miller (2005)
- Indian - La grande sfida (The World's Fastest Indian), regia di Roger Donaldson (2005)
- Il gigante dell'acqua (Mee-Shee: The Water Giant), regia di John Henderson (2005)
- 8 amici da salvare (Eight Below), regia di Frank Marshall (2006)
- Déjà vu - Corsa contro il tempo (Deja Vu), regia di Tony Scott (2006)
- Il cane pompiere (Firehouse Dog), regia di Todd Holland (2007)
- Io non sono qui (I'm Not There), regia di Todd Haynes (2007)
- Il mistero delle pagine perdute (National Treasure: Book of Secrets), regia di Jon Turteltaub (2007)
- Cyborg Soldier, regia di John Stead (2008)
- Star Trek, regia di J. J. Abrams (2009) - Christopher Pike
- La versione di Barney (Barney's Version), regia di Richard J. Lewis (2010)
- A cena con un cretino (Dinner for Schmucks), regia di Jay Roach (2010)
- Cell 213 - La dannazione (Cell 213), regia di Stephen Kay (2011)
- Cristiada, regia di Dean Wright (2012)
- Come un tuono (The Place Beyond the Pines), regia di Derek Cianfrance (2012)
- Flight, regia di Robert Zemeckis (2012)
- Into Darkness - Star Trek (Star Trek Into Darkness), regia di J. J. Abrams (2013) - Christopher Pike
- Devil's Knot - Fino a prova contraria (Devil's Knot), regia di Atom Egoyan (2013)
- Un amore senza fine (Endless Love), regia di Shana Feste (2014)
- The Captive - Scomparsa (The Captive), regia di Atom Egoyan (2014)
- Good Kill, regia di Andrew Niccol (2014)
- Elephant Song, regia di Charles Binamé (2014)
- Truth - Il prezzo della verità (Truth), regia di James Vanderbilt (2015)
- Padri e figlie (Fathers and Daughters) regia di Gabriele Muccino (2015)
- Gold - La grande truffa (Gold), regia di Stephen Gaghan (2016)
- Spectral, regia di Nic Mathieu (2016)
- The Silent Man (Mark Felt: The Man Who Brought Down the White House), regia di Peter Landesman (2017)
- Kingsman - Il cerchio d'oro (Kingsman: The Golden Circle), regia di Matthew Vaughn (2017)
- Il gioco di Gerald (Gerald's Game), regia di Mike Flanagan (2017)
- The Post, regia di Steven Spielberg (2017)
- Doctor Sleep, regia di Mike Flanagan (2019)

#### Televisione
- Legmen - serie TV, 6 episodi (1984)
- Uomini corrotti (In the Line of Duty: The F.B.I. Murders), regia di Dick Lowry - film TV (1988)
- Perry Mason: Campioni senza valore (Perry Mason: The Case of the All-Star Assassin), regia di Christian I. Nyby II - film TV (1989)
- Sogni d'estate - La storia dei Beach Boys, regia di Michael Switzer - film TV (1990)
- Piccoli rapitori (The Little Kidnappers), regia di Donald Shebib - film TV (1990)
- Brattigan, detective di cronaca (The Great Pretender), regia di Gus Trikonis - film TV (1991)
- Joey deve fuggire (Joey deve fuggire), regia di Jeffrey Obrow - film TV (1991)
- California (Knots Landing) - serial TV (1991-1992)
- Hardball – serie TV, 9 episodi (1994)
- Un filo nel passato (Nowhere Man) – serie TV, 25 episodi (1995-1996)
- The Magnificent Amberson, regia di Alfonso Arau - film TV (2001)
- Amerika - Un paese sotto scacco (Meltdown), regia di Jeremiah S. Chechik – film TV (2004)
- The Life, regia di Lynne Stopkewich - film TV (2004)
- The Riverman - Storia di un serial killer (The Riverman), regia di Bill Eagles – film TV (2004)
- The River – serie TV, 8 episodi (2012)
- Mad Men – serie TV, 4 episodi (2015)
- American Crime Story – serie TV, 10 episodi (2016)
- Dirty Dancing – film TV, regia di Wayne Blair (2017)
- The Resident – serie TV, 107 episodi (2018-2023)
- Jett - Professione ladra (Jett) – serie TV, episodi 1x03-1x05 (2019)
- Un volto, due destini - I Know This Much Is True (I Know This Much Is True) – miniserie TV, 2 puntate (2020)
- La caduta della casa degli Usher (The Fall of the House of Usher) – miniserie TV, 8 episodi (2023)

### Doppiatore

#### Cinema
- Batman: Under the Red Hood, regia di Brandon Vietti - direct-to-video (2010) - Bruce Wayne / Batman
- Batman contro Jack lo squartatore (Batman: Gotham by Gaslight), regia di Sam Liu (2018) - Bruce Wayne / Batman
- Batman: Death in the Family, regia di Brandon Vietti - direct-to-video (2020) - Bruce Wayne / Batman

#### Televisione
- La classe dei titani (Class of the Titans) - serie animata, 14 episodi (2006-2007) - Chiron
- Bob's Broken Sleigh, regia di Jay Surridge - film TV (2015)
- American Dad! - serie animata, episodio 11x16 (2016)
- Young Justice - serie animata, 30 episodi (2010-2019) - Bruce Wayne / Batman

#### Videogiochi
- Call of Duty: Modern Warfare 3, regia di Michael Condrey e Glen A. Schofield (2011) - Overlord
- Young Justice: Legacy (2013) - Bruce Wayne / Batman

### Produttore
- The Republic of Love, regia di Deepa Mehta (2003)
- Donovan's Echo, regia di Jim Cliffe (2011)

## Discografia

### Audiolibri
- 2011 - Ernest Hemingway Islands In The Stream (Simon & Schuster)

### Partecipazioni
- 2017 - AA.VV. Dirty Dancing: Music from the ABC Original Movie Event, nei brani They Can't Take That Away From Me (Reprise) e (I've Had) The Time Of My Life
- 2020 - Eric Erdman Fresh Song Fridays Vol 6, nel brano I'll Show Myself Out

## Doppiatori italiani
Nelle versioni in italiano delle opere in cui ha recitato, Bruce Greenwood è stato doppiato da:
- Antonio Sanna in Generazione perfetta, Colpevole d'innocenza, Thirteen Days, Travolti dal destino, Hollywood Homicide, Io, Robot, Il cane pompiere, Cristiada, Come un tuono, Spectral, Il gioco di Gerald, The Resident, La caduta della casa degli Usher
- Angelo Maggi in La diva Julia - Being Julia, Indian - La grande sfida, Star Trek, Flight, Into Darkness - Star Trek, Truth - Il prezzo della verità
- Luca Biagini in 8 amici da salvare, Below, Io non sono qui, The River, Wet Hot American Summer: First Day of Camp, American Crime Story
- Mario Cordova in A cena con un cretino, Devil's Knot - Fino a prova contraria, Un amore senza fine, Gold - La grande truffa, The Post
- Rodolfo Bianchi in Déjà vu - Corsa contro il tempo, Il mistero delle pagine perdute, La versione di Barney, Good Kill
- Sergio Di Stefano in Per una sola estate, The Core, Truman Capote - A sangue freddo
- Raffaele Farina in The Mermaid Chair, Amara vendetta, Riverman - Storia di un serial killer
- Francesco Prando in Arat, Un filo nel passato, Dirty Dancing, Mad Men
- Luca Ward in Orchidea selvaggia, Striscia, una zebra alla riscossa
- Massimo Lodolo in Servants of Twilight
- Andrea Ward in Premonizione omicida
- Massimo Corvo in Il dolce domani
- Carlo Cosolo in Passenger 57 - Terrore ad alta quota
- Sergio Lucchetti in Amerika - Un paese sotto scacco
- Gianni Bersanetti in Il rumore degli angeli
- Adalberto Maria Merli in Regole d'onore
- Nino Prester in Due padri di troppo
- Edoardo Siravo in Padri e figlie
- Alessandro D'Errico in The Captive - Scomparsa
- Achille D'Aniello in Kingsman - Il cerchio d'oro
- Gianni Giuliano in The Silent Man
- Roberto Fidecaro in Kodachrome
- Massimo Rossi in Doctor Sleep
- Antonio Palumbo in Jett - Professione ladra

Da doppiatore è sostituito da:
- Fabrizio Pucci in Batman: Under the Red Hood
- Marco Balzarotti in Young Justice